# Allomycterus pilatus
Allomycterus pilatus är en fiskart som beskrevs av Gilbert Percy Whitley 1931. Allomycterus pilatus ingår i släktet Allomycterus och familjen piggsvinsfiskar. IUCN kategoriserar arten globalt som otillräckligt studerad. Inga underarter finns listade i Catalogue of Life.